# Vestbjerg
Vestbjerg är en tätort i Ålborgs kommun i Region Nordjylland i Danmark. Tätorten har 2 923 invånare (2024). Den ligger på ön Vendsyssel-Thy, cirka 10 kilometer norr om Ålborg.